# 리보리우스 리터 폰 프랭크

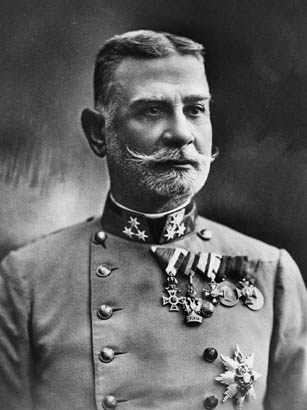
리보리우스 폰 프랭크의 사진

리보리우스 리터 폰 프랭크(1848년 10월 5일 — 1935년 2월 26일)는 제1차 세계 대전 중 오스트리아-헝가리 제국에서 활동하였던 장군이다. 그는 전쟁이 시작될 무렵인 1914년에 오스트리아-헝가리 제5군에서 지휘관으로 활동하였으며, 세르 전투, 드리나 전투, 콜루바라 전투에 참여하였다. 그는 마지막 전투의 부진한 결과와 수많은 사상자를 내어 자리를 내어주게 되는데, 이 전투로 인해 전력이 약 40%로 줄어들었다.